# Blanche Lincoln
Blanche Lambert Lincoln (Helena, 30 september 1960) is een Amerikaanse politica. Zij was een Democratische senator voor de staat Arkansas. Lincoln is de jongste vrouw die ooit is gekozen in de Senaat.

## Levensloop
Lincoln studeerde aan de University of Arkansas. Direct daarna begon ze te werken voor Bill Alexander, lid van het Huis van Afgevaardigden. Dit deed ze tot 1984. Ze zou haar vroegere werkgever verslaan in de Democratische voorverkiezingen van 1992. Daaropvolgend versloeg ze ook haar Republikeinse opponent en volgde Alexander op in het Huis van Afgevaardigden. Deze functie vervulde ze tot ze vanwege een zwangerschap in 1996 het werk naast zich neer legde.

## Senator
Lincoln keerde in 1998 terug in de politiek en werd gekozen in de Senaat. Daar houdt ze zicht onder andere bezig met thema’s als landbouw. Ze noemt zich zelf een centrum-democraat.
Lincoln behoorde tot de minderheid van Democraten die voor de Canadian Agri-Food Trade Alliance stemden, en ze is tegenstander van bepaalde protectionistische maatregelen. Ze behoorde ook tot de weinige Democraten die voor de belastingkorting van president Bush in 2001 stemden. In 2003 stemde ze wel tegen, omdat de rijkere Amerikanen te veel zouden worden bevoorrecht ten opzichte van het armere deel van de Amerikaanse bevolking.
In mei 2006 stemde Lincoln voor S-2611, een controversiële immigratiewet die meer ruimte geeft voor illegalen om een vaste verblijfsvergunning te krijgen. Lincoln stelde dat deze wet een goede compromis is tussen diegenen die een deportatie willen van de miljoenen illegalen en de groep die voor één grote amnestie is.
Lincoln was ook een van de grootste pleitbezorgsters voor het aftreden van Alberto Gonzales, de minister van Justitie onder president George W. Bush. Volgens haar is er sprake "van een grote kloof tussen het ministerie van Justitie en het Congres", nadat hij acht federale aanklagers heeft ontslagen.
In de Senaat wist Lincoln een wet te voorkomen waarin gesteld werd dat de jaarlijkse ondersteuning per boerderij slechts tweehonderdvijftig duizend dollar zou mogen beslaan. Volgens haar was dat niet eerlijk tegenover sommige boeren. Hoewel een meerderheid voor stemde wist zij de wet toch tegen te houden door te dreigen met een filibuster.
Lincoln is ook tegen het overbrengen van gevangenen van Guantánamo Bay naar Amerikaanse gevangenissen.
In 2010 verloor Lincoln de verkiezingen voor een derde termijn in de Senaat van John Boozman. Bij de verkiezingen in 1998 had ze zijn broer Fay Boozman juist verslagen in de strijd voor een zetel in de Senaat. Na haar nederlaag ging ze in Washington D.C. aan de gang als politiek adviseur.

## Mogelijke kandidaat voor vicepresidentschap
Sommige analisten zagen Lincoln in 2004 als een mogelijke running mate van presidentskandidaat John Kerry. In 2008 ging haar naam ook rond als een mogelijk running mate voor de noordelijke kandidaten, zoals Barack Obama. Ze staat bekend als zuiderling, en met goede prestaties in de senaat en twee grote verkiezingsoverwinningen in Arkansas, zou zij op veel steun hebben mogen rekenen als kandidaat voor het vicepresidentschap.
- Library of Congress Control Number: nr96040314
- Nationale Bibliotheek van Tsjechië: mzk2005279216
- SNAC: w6699x28
- Biographical Directory of the United States Congress: L000035
- Virtual International Authority File: 41741717
- WorldCat: E39PBJm99VmDqKXt4p4PGgDcyd